# Východokamčatský hřbet
Východokamčatský hřbet (rusky Восточный хребет) je horské pásmo na poloostrově Kamčatka. Táhne se podél jeho východního pobřeží v severojižním směru. Dosahuje výšky 2 376 m.

## Geografie
Pohoří se táhne v délce 600 km a je široké zhruba 120 km. Je složeno především z vulkanicko-svorových vrstev a výlevných hornin, zejména tufů. Pohoří se dělí na několik částí — na severu Kumroč (rusky Кумроч), ve středu Valaginský hřbet (rusky Валагинский хребет) a na jihu Ganalskije Vostrjaki (rusky Ганальские Востряки).

## Flóra
Úbočí jsou pokryta březovými lesy a křovinami tvořenými zakrslými borovicemi a rododendrony.

## Vrcholy
V pohoří leží vrcholy:
- Kizimen‎, 2 376 m
- Akademii Nauk‎, 1 180 m
- Bakening, 2 278 m
- Županovskij, 2 958 m
- Dzenzur, 2 285 m

Údaje o zařazení vrcholů do pohoří se liší. Někdy lze nalézt údaje, že součástí pohoří jsou i jiné vrcholy, např. i nejvyšší hora Kamčatky Ključevskaja, ale toto zkreslení nejspíš vyplývá ze záměny Východního vulkanického pásma za Východkamčatský hřbet.